# 奈良市立帯解小学校
奈良市立帯解小学校（ならしりつ おびとけしょうがっこう）は、奈良県奈良市柴屋町にある公立小学校。
ユネスコ共同学校（ユネスコ・スクール）に参加している。

## 沿革
- 1955年（昭和30年）3月15日 - 添上郡帯解町が奈良市に編入されたのに伴い、奈良市立帯解小学校と改称。
- 2015年（平成27年）4月1日 - 奈良市立精華小学校を統合。

## 通学区域
- 池田町、今市町、窪之庄町、柴屋町、田中町、南永井町（116番地1）、山町

卒業生は基本的に奈良市立都南中学校へ進学する。

## 周辺
- 奈良市立都南中学校
- 帯解郵便局
- 帯解寺
- 奈良県道51号天理環状線

## アクセス
- JR桜井線 帯解駅から北東へ300m

## 通学区域が隣接している学校
- 奈良市立明治小学校
- 奈良市立東市小学校
- 奈良市立田原小学校
- 天理市立福住小学校
- 天理市立山の辺小学校
- 天理市立櫟本小学校
- 大和郡山市立平和小学校